# CROC ROCK FESTIVAL 2012
CROC ROCK FESTIVAL 2012は、2012年9月22日に東京都江東区新木場にあるライブ・イベントスペースSTUDIO COAST（スタジオコースト）で行われたロック・フェスティバルである。DJ KAORI、DJ MAYUMI、DJ KOHNO(ケツメイシ)、DJ USUS(リップスライム)、ROCKETMAN(ふかわりょう)、DJHILOCOなどが出演し、5118人を動員した。